# Bảo tàng Lịch sử ở Sanok
Bảo tàng Lịch sử ở Sanok (tiếng Ba Lan: Muzeum Historyczne w Sanoku) là bảo tàng ở thị trấn Sanok, tỉnh Podkarpackie, Ba Lan.

## Mô tả
Bảo tàng Lịch sử ở Sanok sở hữu một bộ sưu tập các tác phẩm nghệ thuật của họa sĩ Zdzisław Beksiński với quy mô lớn nhất thế giới. Ngoài ra, bảo tàng còn có các bộ sưu tập khác về lĩnh vực nghệ thuật cổ đại và nghệ thuật đương đại. Đây là bảo tàng có số lượng khách tham quan lớn thứ ba ở tỉnh Podkarpackie, sau Bảo tàng ở Łańcut và Bảo tàng Kiến trúc dân gian ở Sanok.

## Lịch sử
Đầu thế kỷ 20, các nhà sưu tập Aleksander Rybicki, Adam Fastnacht và Stefan Stefański là những người đầu tiên gây dựng nên bộ sưu tập của bảo tàng. Thị trưởng lúc bấy giờ của thị trấn Sanok là Tadeusz Malawski cũng góp phần thành lập nên bảo tàng này. Ông đã thu thập nhiều hiện vật và kỷ vật trong văn phòng thành phố và sau đó tặng cho bảo tàng. Bảo tàng chính thức được thành lập vào năm 1934, theo khởi xướng của tiến sĩ Jadwiga Przeworska và tiến sĩ Bolesław Skwarczyński. Trong những năm đầu hoạt động, bảo tàng lấy tên là Bảo tàng Vùng đất Sanok. Theo lệnh của Bộ trưởng Bộ Văn hóa và Nghệ thuật ngày 9 tháng 6 năm 1950, bảo tàng được đổi tên thành Bảo tàng Sanok. Kể từ đó, tổ chức này bắt đầu hoạt động như một Bảo tàng khu vực ở Sanok.